# Escaryus retusidens
Escaryus retusidens är en mångfotingart som beskrevs av Carl Graf Attems 1904. Escaryus retusidens ingår i släktet Escaryus och familjen småjordkrypare.
Artens utbredningsområde är Kazakstan. Inga underarter finns listade i Catalogue of Life.